# Arsenio Cruz Herrera

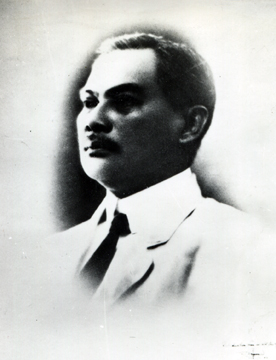

Arsenio Cruz Herrera (Manilla, 14 december 1863 - 8 april 1917) was een Filipijns revolutionair en politicus. Na de Filipijnse revolutie was Cruz de eerste door de Amerikanen benoemde burgemeester van Manilla. Van 1912 tot 1916 was Cruz Herrera lid van het Filipijns Huis van Afgevaardigden.

## Biografie
Arsenio Cruz Herrera werd geboren op 14 december 1863 in Tondo. Zijn ouders waren Tomas Cruz en Ambrosia Herrera. Na het voltooien van een opleiding aan de private school van Fortunato Jacinto behaalde hij in 1880 een Bachelor of Arts aan het Colegio de San Juan de Letran. Aansluitend studeerde Cruz Herrera rechten aan de University of Santo Tomas. In 1889 behaalde hij zijn licentiaat Canoniek recht. In 1892 voltooide hij ook zijn licentiaat jurisprudentie. Nadien opende Cruz Herrera zijn eigen advocatenkantoor. Zijn praktijk was erg succesvol. In zijn kantoor begonnen jonge advocaten als Juan Sumulong en Rafael Palma.
Gedurende de eerste fase van de Filipijnse revolutie hield Cruz Herrera zich afzijdig, maar na de terugkeer van Emilio Aguinaldo uit diens ballingschap in Hongkong bood hij hem zijn diensten aan. Aguinaldo vroeg hem om director of war te worden. Toen hij dat aanbod weigerde werd Antonio Luna benoemd. Cruz Herrera zelf werd benoemd tot director of public instruction. Ook had hij de leiding over El Heraldo de la Revolucion, het nieuwsblad van de revolutionaire beweging. Op zijn initiatief werd ook een universiteit, genaamd Universidad Literaria Filipinas opgericht. Zelf doceerde hij er aan de rechtenfaculteit. Later werd Cruz Herrera gekozen in het Malolos Congres als een van de leden namens de hoofdstad Manilla. Hij was onder meer lid van de commissie die de grondwet moest gaan ontwerpen.
Op 30 oktober 1898 vertrok Cruz Herrera echter voortijdig naar Manilla. Hij kon zich niet verenigen met militaire aanpak van de revolutie en in Manilla schaarde hij zich aan de zijde van de Amerikanen. Hij behoorde tot een groep mensen die samen de Partido Federalista oprichtte. Hij was lid van het bestuur van de partij, weer later voorzitter van het bestuur en twee termijnen president van de partij. In 1901 werd Cruz Herrera benoemd tot President van de gemeenteraad van Manilla, en daarmee de eerste door de Amerikanen benoemde burgemeester van Manilla. Zijn invloed was echter beperkt. In 1905 nam hij ontslag. Twee jaar later deed hij namens de Progresista Party, de opvolger van de Partido Federalista, mee aan de verkiezingen voor de Filipijnse Assemblee. Hij slaagde er echter niet in om de zetel van het eerste kiesdistrict van Rizal te veroveren. Twee jaar later deed hij een hernieuwde poging in hetzelfde kiesdistrict. Ook die keer verloor hij de verkiezingen. Na die verkiezingen stapte hij over naar de dominante politieke partij, de Nacionalista Party en bij zijn derde poging, in 1912 won hij Cruz Herrera wel. Twee jaar lang was hij lid van de Assemblee. In 1914 wisselde hij opnieuw van partij, ditmaal sloot hij zich aan bij de nieuwe Partido Democrata Nacional, de latere Democrata Party.
Arsenio Cruz overleed in 1917 op 53-jarige leeftijd. Hij was van 1888 tot haar dood in 1912 getrouwd met Julita Alejandrino, een zus van generaal Jose Alejandrino. Samen kregen ze acht kinderen. Nadien hertrouwde Cruz Herrera met Bernarda Sastre, de weduwe van Manuel Gonzalez. Met haar kreeg hij geen kinderen.